# لئوپولسدورف ایم مارشفلد
لئوپولسدورف ایم مارشفلد (به آلمانی: Leopoldsdorf im Marchfelde) یک منطقهٔ مسکونی در اتریش است که در ناحیه گنزرندورف واقع شده‌است. لئوپولسدورف ایم مارشفلد ۲٬۳۹۲ نفر جمعیت دارد.